# Dolomieu
Dolomieu is een gemeente in het Franse departement Isère (regio Auvergne-Rhône-Alpes). De plaats maakt deel uit van het arrondissement La Tour-du-Pin. Dolomieu telde op 1 januari 2022 3.188 inwoners.

## Bezienswaardigheden
In Dolomieu ligt het Château de Buffières, het 17e-eeuwse kasteel van de markiezen van Gratet de Dolomieu (tot deze familie behoorde de geoloog Déodat de Dolomieu).

## Geografie
De oppervlakte van Dolomieu bedroeg op 1 januari 2022 13,32 vierkante kilometer; de bevolkingsdichtheid was toen 239,3 inwoners per km².

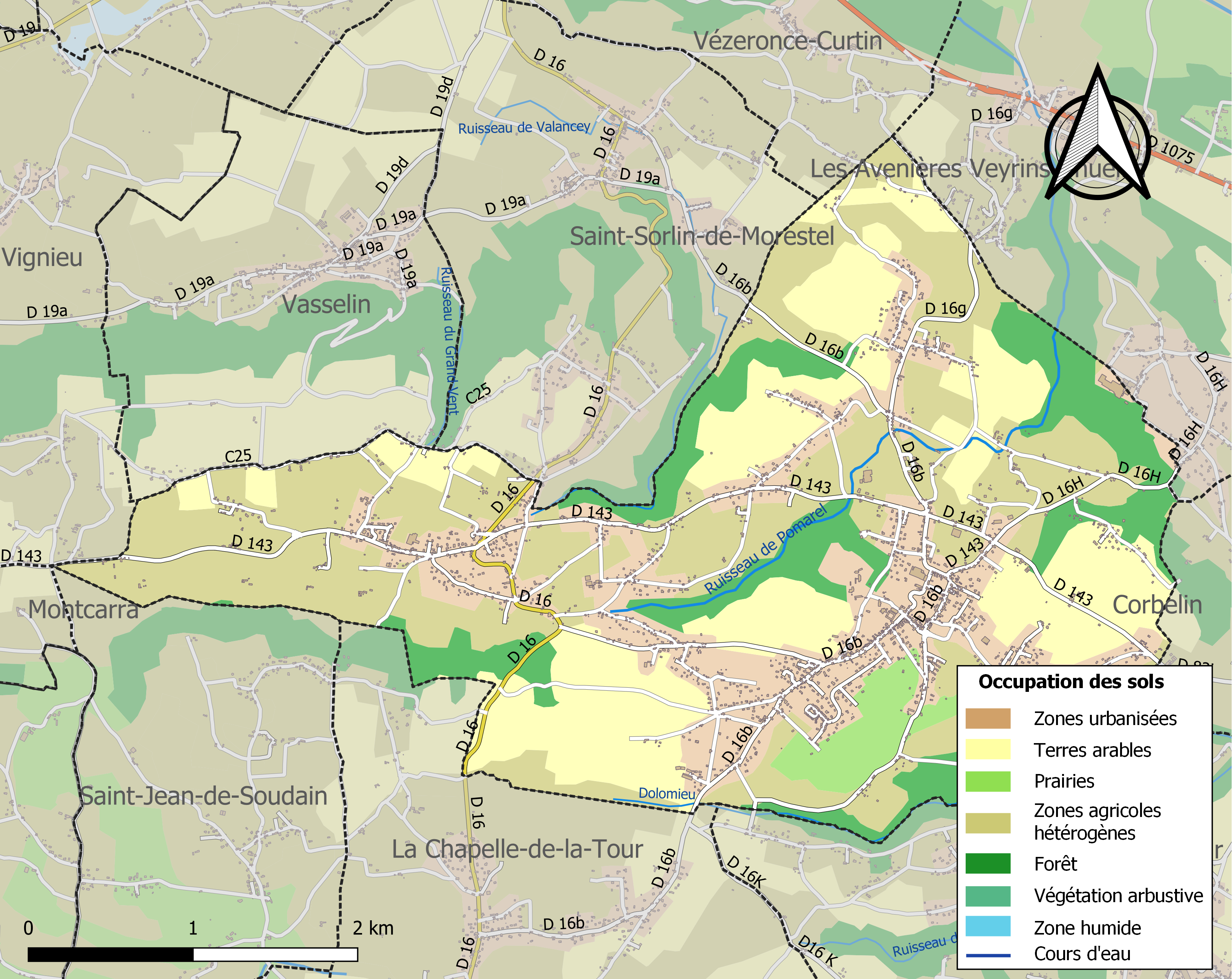
Kaart van de gemeente met de belangrijkste infrastructuur, bodemgebruik en omliggende gemeenten

## Demografie
Onderstaande figuur toont het verloop van het inwonertal (bron: INSEE-tellingen).